# Shampoo (película)
Shampoo es una película de 1975 dirigida por Hal Ashby, y protagonizada por Warren Beatty, Julie Christie, Goldie Hawn y Lee Grant. La película nos traslada al 1968, la noche antes de la entrada de Richard Nixon en la Casa Blanca hasta la explosión del caso Watergate y retrata la atmósfera política desde el punto de vista de un peluquero.

## Argumento
George es el hombre más atractivo de Los Ángeles, un peluquero de Beverly Hills que vuelve locas a todas sus clientas. Animado por su novia Jill a montar su propia peluquería, George recurre a un rico empresario, Lester, para que invierta en su negocio. El único problema es que George se está acostando con su mujer, su amante y su hija adolescente.

## Reparto
| Personaje     | Actor            |
| ------------- | ---------------- |
| George Roundy | Warren Beatty    |
| Jackie Shawn  | Julie Christie   |
| Jill Haynes   | Goldie Hawn      |
| Felicia Karpf | Lee Grant        |
| Lester Karpf  | Jack Warden      |
| Lorna Karpf   | Carrie Fisher    |
| Johnny Pope   | Tony Bill        |
| Norman        | Jay Robinson     |
| Sr. Pettis    | George Furth     |
| Ricci         | Mike Olton       |
| Gloria        | Susanna Moore    |
| Senador East  | Brad Dexter      |
| Mona          | Brunetta Barnett |
| Anjanette     | Kathleen Miller  |

## Banda sonora
La banda sonora incluye canciones ambientadas a finales de los años 60. En la secuencia de la fiesta aparecen The Beatles (" Sgt. Pepper's Lonely Hearts Club Band " y " Lucy in the Sky with Diamonds "), Buffalo Springfield (" Mr. Soul "), Jefferson Airplane (" Plastic Fantastic Lover " y " Good Shepherd ") y Jimi Hendrix (" Manic Depression"). También se incluye en la banda sonora " Wouldn't It Be Nice" de los Beach Boys , que suena durante los créditos iniciales y finales de la película.

## Premios

### Premios de la Academia
| Año  | Categoría                            | Película                                      | Resultado |
| ---- | ------------------------------------ | --------------------------------------------- | --------- |
| 1975 | Oscar al mejor actor de reparto      | Jack Warden                                   | Nominado  |
| 1975 | Oscar a la mejor actriz de reparto   | Lee Grant                                     | Ganadora  |
| 1975 | Oscar al mejor guion original        | Robert Towne Warren Beatty                    | Nominado  |
| 1975 | Oscar a la mejor dirección artística | Richard Sylbert Stewart Campbell George Gaine | Nominado  |